# Markus Kuster
Markus Kuster (* 22. Februar 1994 in Kittsee) ist ein österreichischer Fußballtorwart.

## Karriere

### Verein
Kuster begann seine Karriere beim SK Pama, ehe er zum SC Neusiedl am See wechselte. Zur Saison 2009/10 kam er in die AKA Burgenland. Zudem stand er neben seiner Zeit in der Akademie auch im Kader der Amateure seines Stammklubs SV Mattersburg. Ohne zuvor für die Amateure gespielt zu haben, stand er im März 2011 gegen den SC Wiener Neustadt erstmals im Kader der Profis der Burgenländer. Im selben Monat debütierte er schließlich gegen den Floridsdorfer AC auch für die Amateure in der Regionalliga. Bis zum Ende der Saison 2010/11 kam er zu neun Einsätzen in der dritthöchsten Spielklasse. In der Saison 2011/12 kam er zu sieben Einsätzen für die Amateure. In der Spielzeit 2012/13 wurde er 20 Mal in der Regionalliga eingesetzt. Nach dem Bundesligaabstieg der Profis rückte er zur Saison 2013/14 in den Profikader von Mattersburg auf. Sein Debüt in der zweiten Liga gab er schließlich im April 2014, als er am 27. Spieltag jener Saison gegen den SCR Altach in der Startelf stand. Bis Saisonende kam er zu zehn Zweitligaeinsätzen und 15 für die Amateure in der Regionalliga. In der darauffolgenden Saison 2014/15 verpasste Kuster keine Spielminute bei den Profis und kam in allen 36 Spielen über die volle Spielzeit zum Einsatz. Mit Mattersburg stieg er nach zwei Zweitligasaisonen wieder in die Bundesliga auf.
Sein Bundesligadebüt folgte nach dem Aufstieg im Juli 2015, als er am ersten Spieltag der Saison 2015/16 gegen den FC Red Bull Salzburg in der Startelf stand. Bis Saisonende kam er zu 32 Einsätzen. Die letzten vier Saisonspieltage fehlte Kuster gesperrt, nachdem er bei einer 9:0-Niederlage gegenüber Schiedsrichter Markus Hameter tätlich geworden war und eine Sperre von acht Spielen, davon zwei bedingt, erhalten hatte. Die Sperre wurde später auf vier Spiele verkürzt, womit er zu Beginn der Saison 2016/17 wieder einsatzberechtigt war. In der Spielzeit 2016/17 kam er zu 30 Einsätzen. In der Saison 2017/18 verpasste er zum zweiten Mal nach der Saison 2014/15 keine Minute und absolvierte alle 36 Saisonspiele über die volle Distanz. In der Saison 2018/19 kam er zu 27 Einsätzen, zudem absolvierte er ein Spiel für Mattersburg im Europa-League-Playoff, in dem man allerdings am SK Rapid Wien scheiterte. In der Saison 2019/20 kam er erneut zu 27 Einsätzen. Während der Saison hatte zwischenzeitlich zwei Mal Tino Casali gegenüber Markus Kuster den Vorzug erhalten, nachdem Kuster unter anderem gegen den LASK sieben Gegentreffer kassiert hatte.
Nach 198 Erst- und Zweitligaeinsätzen für die Burgenländer wechselte er zur Saison 2020/21 nach Deutschland zum Zweitligisten Karlsruher SC, bei dem er einen bis Juni 2022 laufenden Vertrag erhielt. In Karlsruhe konnte er sich jedoch nie gegen Marius Gersbeck durchsetzen und kam insgesamt nur fünfmal in der 2. Bundesliga zum Einsatz. Nach dem Ende seines Vertrags verließ er den KSC nach der Saison 2021/22.
Nach einem Halbjahr ohne Verein wechselte Kuster im Jänner 2023 zum Schweizer Erstligisten FC Winterthur, bei dem er zunächst ein Arbeitspapier bis zum Ende der laufenden Saison erhielt. Dort wurde er Stammtorhüter, woraufhin sein Vertrag im Juni 2023 um zwei weitere Jahre verlängert wurde. Im Lauf der anschließenden Saison 2023/24 verlor er seinen Stammplatz ab September 2023 an den neu verpflichteten Marvin Keller.
Nach 34 Einsätzen für Winterthur in der Super League wechselte Kuster zur Saison 2025/26 nach Zypern zu Enosis Neon Paralimni.

### Nationalmannschaft
Kuster debütierte im Oktober 2014 gegen die DR Kongo für die österreichische U-21-Auswahl, als er in der Startelf stand und in der Halbzeitpause durch Andreas Leitner ersetzt wurde. Bis Juni 2016 kam er zu sechs Einsätzen für die U-21.
Im März 2017 wurde Kuster schließlich auch erstmals in den Kader der A-Nationalmannschaft berufen. In der Folge gehörte er bei mehreren WM-Qualifikationsspielen und Freundschaftsspielen jeweils als Ersatztorwart dem Kader an, ohne zum Einsatz zu kommen. Zuletzt wurde er im März 2018 nominiert.